# Roberto De Simone

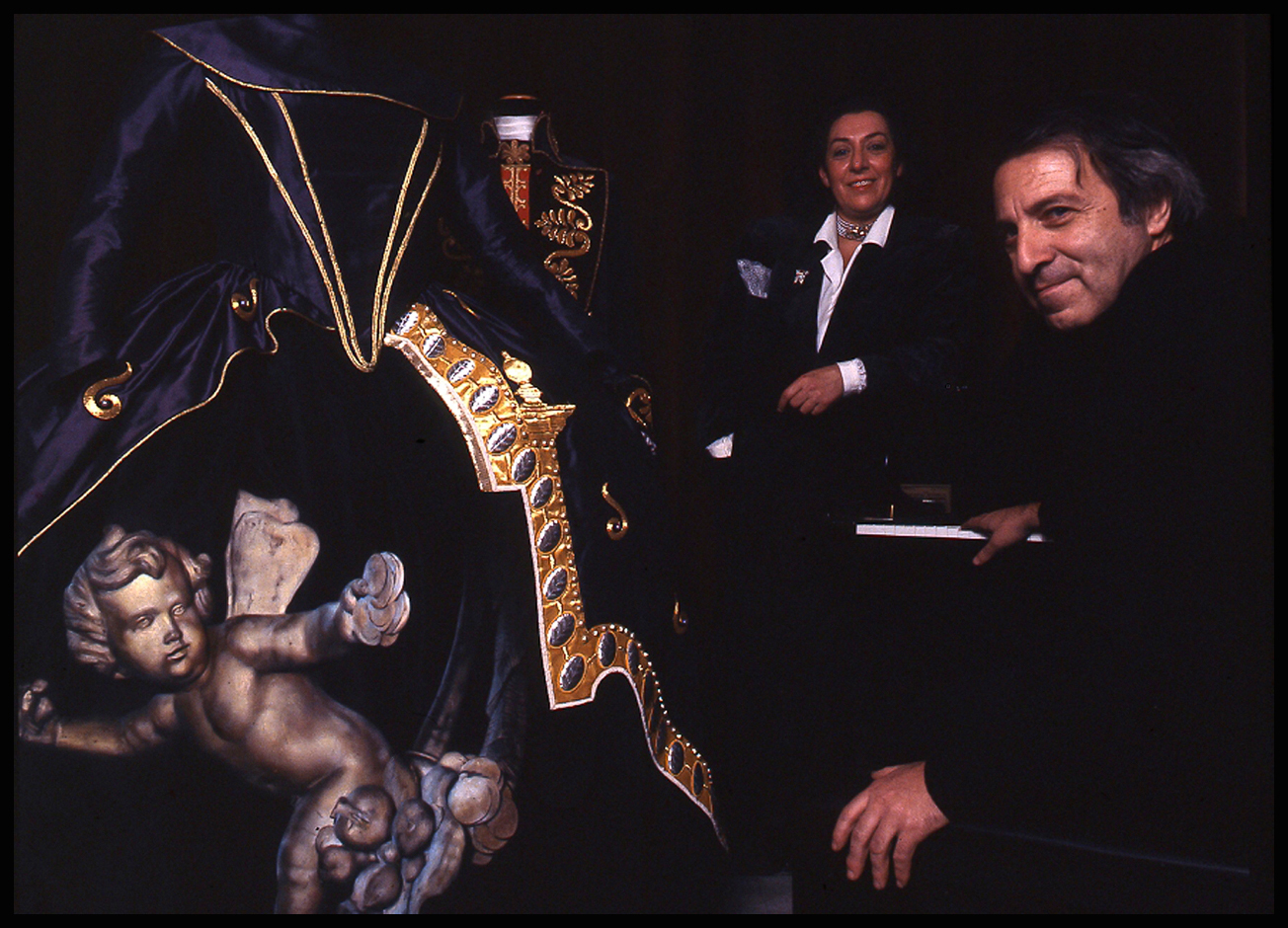
Odette Nicolettivel

Roberto De Simone (Nápoly, 1933. augusztus 25. – Nápoly, 2025. április 6.) olasz zeneszerző, színházcsináló, író, operarendező, zenetudós, mitológus és etnológus.

## Élete
Az 1980-as években a Teatro di San Carlo művészeti igazgatója, 1995 és 2000 között pedig a San Pietro a Majella Konzervatóriumának igazgatója volt szülővárosában, Nápolyban.
A külföldön elsősorban operarendezőként ismert De Simone (Don Giovanni Bécsben, Macbeth Münchenben, Nabucco Milánóban, Cenerentola Hamupipőke Houstonban stb.) a kortárs olaszországi kultúrtáj ismert és vitatott alakja. Az általa irányított Nuova Compagnia di Canto Popolare (NCCP) már az 1970-es években világhírnévre tett szert a dél-olaszországi hagyományos zene átdolgozásával. 
Zenés színházi irányultsága a „La gatta Cenerentola” (Hamucicuska) című produkcióban nyilvánult meg legerősebben, amelyet 1976-ban Spoletóban az NCCP közreműködésével mutattak be, és amellyel hírnevet szerzett. A 80-as évek elejétől rendszeresen dolgozott együtt a nápolyi Media Aetas színházi és zenei csoporttal, valamint annak alapítójával és rendezőjével, Virgilio Villanival, különösen zenés színházi produkciók terén. 2003-ban, Villani 54 éves korában bekövetkezett halála jelentette ennek a szimbiotikus együttműködésnek a végét, mivel Villani meghatározó szerepet játszott De Simone színpadi munkáinak megvalósításában. 2004-ben elvált a Media Aetastól, és azóta változó együttesekkel dolgozik.

## Művei

### Zenés színház
- La Gatta Cenerentola (Hamucicuska)
- Mistero Napoletano, La Cantata dei Pastori
- L'Opera Buffa del Giovedì Santo
- L'Opera dei Centosedici, Mistero e Processo di Giovanna d'Arco és még sok más

### Zeneművek
- Messa di Requiem in memoria di Pier Paolo Pasolini
- Populorum Progressio
- Cantata per Masaniello
- Da Dioniso ad Apollo
- Li Turchi viaggiano és mások

### Könyvek
- Il Segno di Virgilio
- Fiabe Campane
- Il Cunto de li cunti
- Chi è devoto
- Le Guarattelle és mások